# 迪特尔·弗赖泽
迪特尔·弗赖泽（德語：Dieter Freise，1945年2月18日—2018年4月5日），德国男子曲棍球运动员。他曾代表西德参加1972年和1976年夏季奥林匹克运动会曲棍球比赛，其中1972年奥运会获得一枚金牌。